# NetBSD
NetBSD — вільна, захищена, UNIX-подібна операційна система, що розвивається відповідно до концепцій відкритого початкового коду. Як перший форк 386BSD, NetBSD був другим варіантом Berkeley Software Distribution, випущеним як операційна система з відкритим кодом у 1993 році. Натепер NetBSD перенесено на 57 апаратних платформ, включаючи 32-розрядні та 64-розрядні системи з підтримкою одного або кількох процесорів. Розроблена як універсальна операційна система для широкого спектру програм, NetBSD можна використовувати на різноманітному обладнанні: серверах, робочих станціях, настільних ПК, ноутбуках, КПК і вбудованих системах. Підтримка поточних інтерфейсів, систем зберігання даних, мережевих протоколів і файлових систем уже інтегрована. Розширена система пакетів pkgsrc доступна для прикладних програм. Також можливі віртуальні машини з NetBSD на Xen.
NetBSD нині знаходиться в активній розробці і може бути використана практично на будь-якому комп'ютері завдяки своїм багатоплатформним можливостям.

## Історія

Дерево родоводу системи UNIX

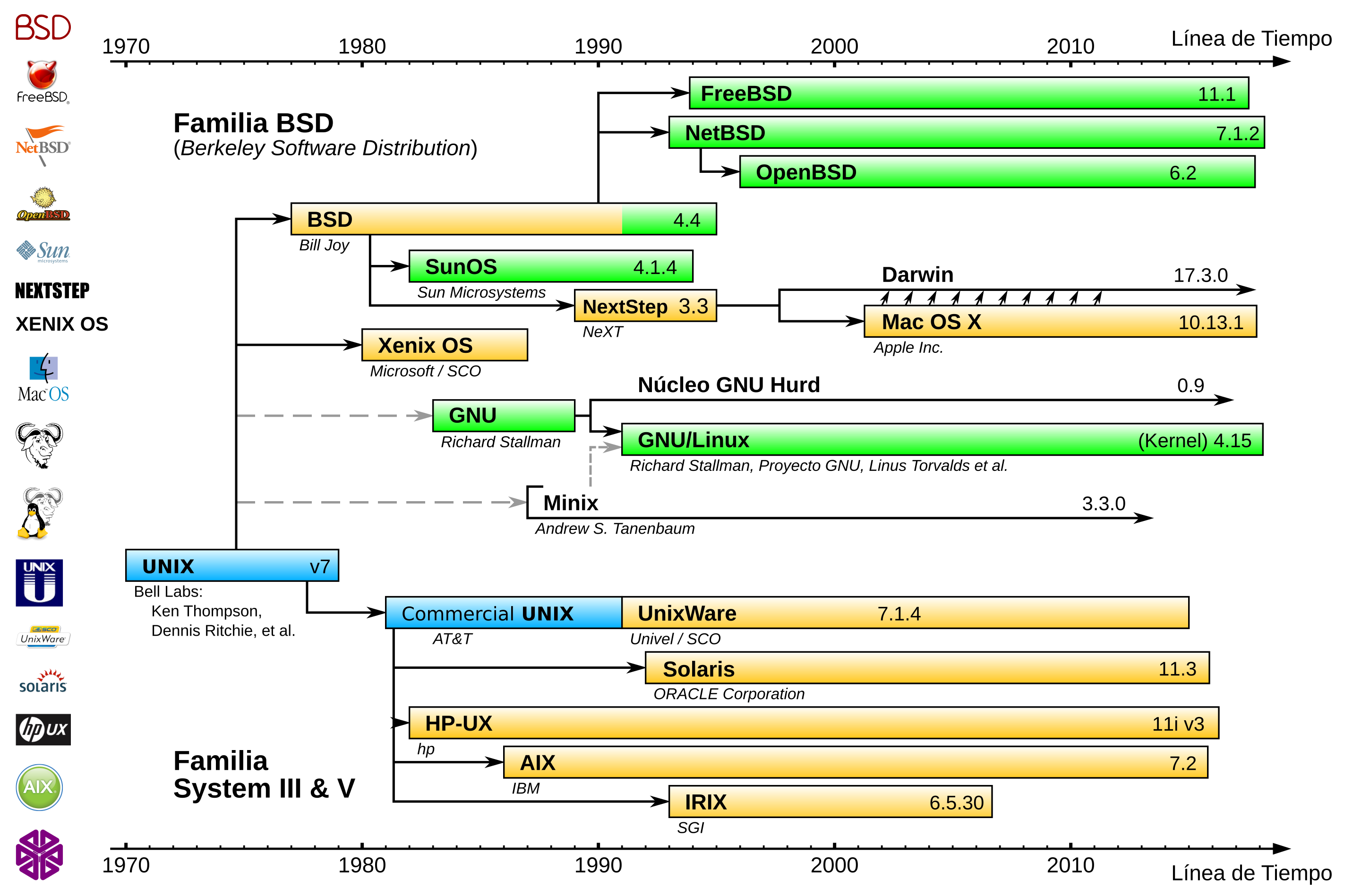
Ця діаграма показує взаємозв'язки між різними UNIX-подібними системами

Графік поширеності систем родини BSD з дослідження використання BSD 2005 року Кожен опитуваний міг назвати кілька варіантів BSD

Деякі розробники 386BSD були незадоволені повільним темпом і напрямком подальшого розвитку. Четверо засновників проекту NetBSD, Кріс Деметріу, Теодор (Тео) де Раадт, Адам Гласс і Чарльз Ханум, вирішили піти іншим шляхом з більш відкритою моделлю розробки і зосередитися на чистому, коректному, кросплатформному вихідному коді. Оскільки Інтернет відігравав вирішальну роль у спільній розробці та поширенні проекту, Тео де Раадт запропонував назву „NetBSD“.
Вихідний код NetBSD був доступний з 21 березня 1993 року, а перший офіційний випуск, NetBSD 0.8, був випущений у квітні 1993 року. 
Перша версія NetBSD була заснована на операційній системі 4.3BSD Lite, версії Unix, що розроблена в Університеті Каліфорнії у Берклі і на операційній системі 386BSD, першій системі BSD, портованій на процесор Intel 386. За наступні роки в систему було імпортовано ряд змін із операційної системи 4.4BSD Lite (останній випуск групи розробників із Берклі). Системи BSD мали значний вплив на розвиток Unix. Вони надали багато інструментів, які сьогодні стали стандартними для всіх Unix-систем, зокрема, текстовий редактор vi, оболонку csh, швидку файлову систему Берклі (Berkeley FFS), підтримку віртуальної пам'яті, TCP/IP та чимало іншого. Традиція інноваційних розробок жива й до сьогодні в системах BSD (як вільних, так і комерційних), зокрема, в NetBSD.

## Можливості

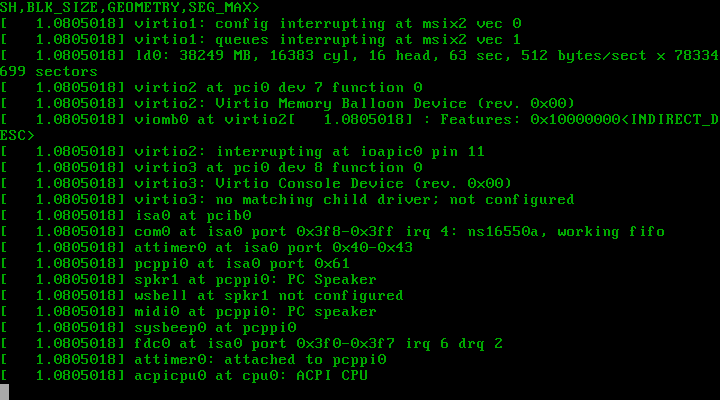
NetBSD/amd64: запуск у консольному режимі

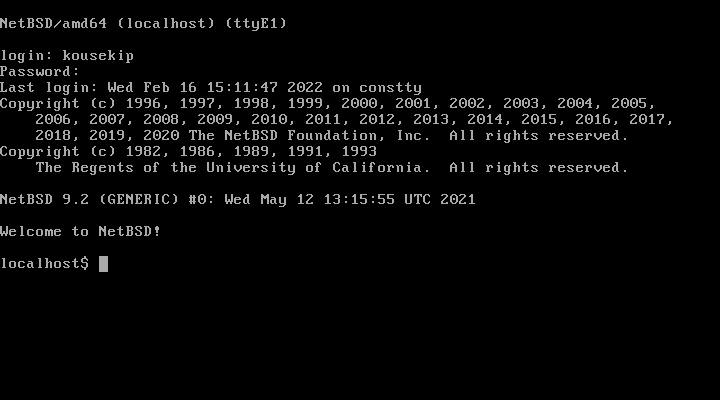
NetBSD/amd64: вхід та привітальне повідомлення у режимі консолі

NetBSD здатна працювати на великій кількості апаратних платформ і, вірогідно, є найбільш портованою операційною системою у світі. Для всіх платформ, вільно, доступні початкові коди ядра та користувацьких утиліт.
Основними особливостями NetBSD є:
- портованість (підтримуються більш ніж 50 платформ);
- безпека;
- якість коду та його правильність;
- відповідність промисловим стандартам;
- придатність для досліджень та інновацій.

Однією із ключових особливостей NetBSD є вимога правильної реалізації. Деякі системи дотримуються філософії «якщо це працює, значить працює правильно». NetBSD дотримується думки, що «це не запрацює, поки не буде правильне».

## Система керування пакунками
pkgsrc — система управління пакунками, що дозволяє встановлювати, оновлювати та видаляти програмне забезпечення за допомогою однієї команди. pkgsrc походить із системи портів FreeBSD.
Pkgin (вимовляється як «pay-kay-djin») — інструмент, подібний до apt / yum, для управління бінарними пакунками pkgsrc.

## Керівні принципи
4 квітня 2004 року було опубліковано першу версію настанов щодо зобов'язань, які визначають стандарти проекту NetBSD щодо внесення змін до дерева коду CVS, 1.1. У травні 2024 року другий принцип було розширено, об'явити — щоб не поміщати у репозиторій зіпсований код:
|  | Код, згенерований великою мовною моделлю або аналогічною технологією, такий як GitHub/Microsoft Copilot, OpenAI ChatGPT, або Facebook/Meta Code Llama, вважається зіпсованим кодом і не повинен вводитися без попереднього письмового схвалення основної команди. |

## Використання

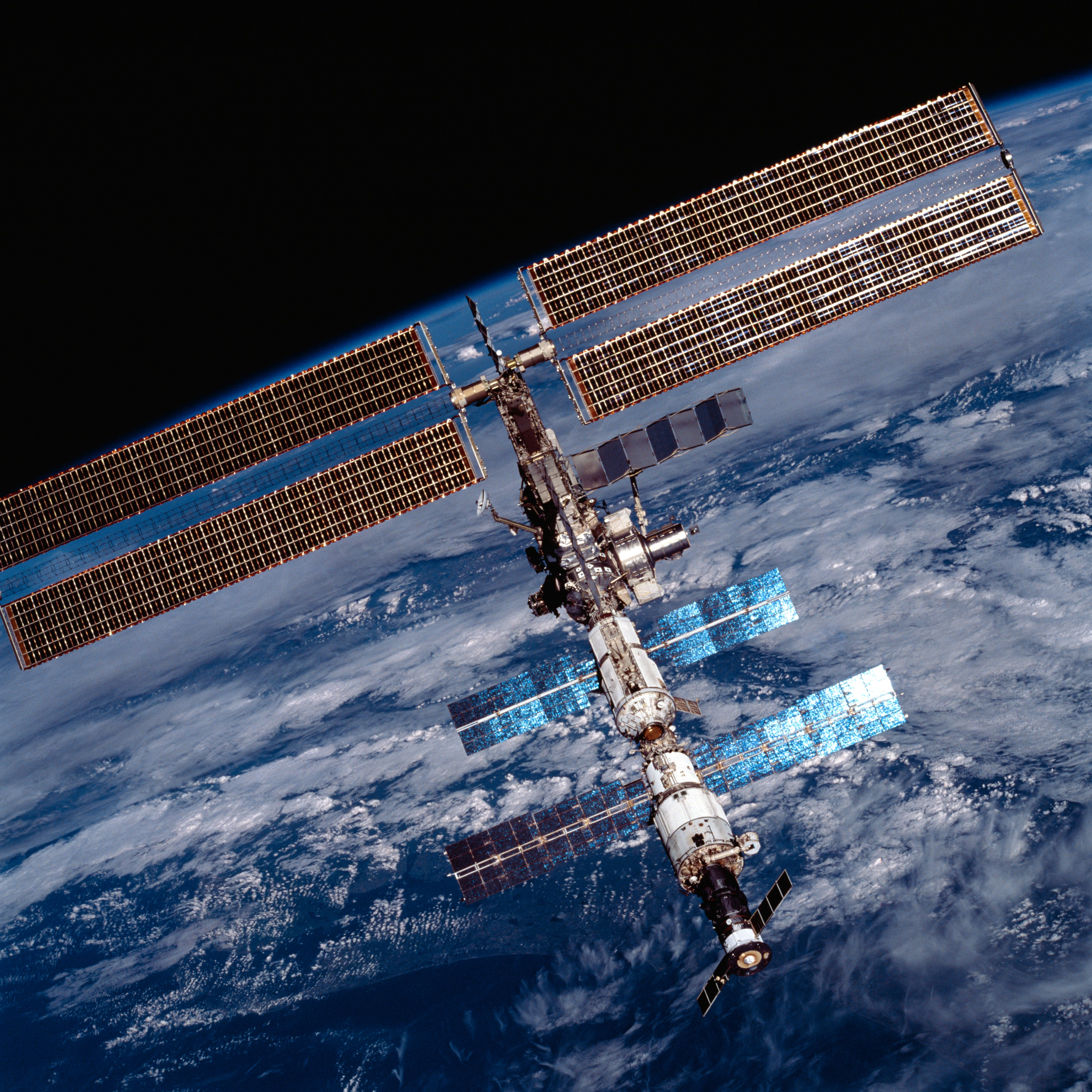
NetBSD використовується NASA в проекті SAMS-II як інструмент вимірювання в умовах невагомості на Міжнародній космічній станції та як інструмент дослідження трафіку TCP у супутникових мережах.

Використання NetBSD підтримується його чистим дизайном, високою продуктивністю, масштабованістю та підтримкою багатьох комп’ютерних архітектур, особливо на вбудованих пристроях і серверах, особливо мережевих програм. Деякі з них:
- Операційна система QNX використовує мережевий стек на основі коду NetBSD.[11][10]
- Dell Force10 використовує NetBSD як основу для операційної системи FTOS (операційна система Force10), яка реалізована на комутаторах і маршрутизаторах. У 2007 році Force10 пожертвувала NetBSD Foundation для досліджень і розробок.[12]
- Деякі частини MacOS, особливо засоби користувача, взяті з NetBSD.
- Операційна система смартфона T-Mobile Sidekick LX 2009 заснована на NetBSD.[13]
- Операційна система Minix використовує набір інструментів користувача NetBSD та інфраструктуру пакування pkgsrc, починаючи з версії 3.2.[14]
- Wasabi Systems забезпечує сертифікацію продуктів на основі NetBSD із функціями та вдосконаленнями для комерційного використання, зокрема вбудованих пристроїв, серверів та інфраструктури даних.[15]
- NetBSD використовується NASA в проекті SAMS-II як інструмент вимірювання в середовищі невагомості на Міжнародній космічній станції[16] та інструмент дослідження трафіку TCP у супутникових мережах.[17]
- NetBSD використовується в продуктах Apple, а саме в AirPort Extreme і Time Capsule, де код пристрою користувача взято з FreeBSD і NetBSD.[18][19][20]

## Дивись також
- Berkeley Software Distribution
  - 386BSD
  - DragonFly BSD
  - FreeBSD
  - OpenBSD
- Ліцензія BSD
- Політика відкритого коду
- Порівняння операційних систем родини BSD
- Список операційних систем

## Виноски
1. ↑  The NetBSD Packages Collection. cdn.netbsd.org. Архів оригіналу за 2 квітня 2025.
2. ↑  ONLamp.com: Inside NetBSD's CGD. archive.li. 30 січня 2013. Процитовано 21 лютого 2025.
3. 1 2 3  Зобнін, Євген (16 березня 2016). Тур по BSD, часть 2. NetBSD, rump-ядра и pkgsrc [Тур по BSD, частина 2. NetBSD, rump-ядра та pkgsrc]. Хакер (рос.). Архів оригіналу за 23 березня 2016.
4. ↑  FreeBSD, OpenBSD и NetBSD: три кита мира BSD-систем [FreeBSD, OpenBSD та NetBSD: три кити світу BSD-систем]. PQ.Hosting (рос.). 12 листопада 2024. Архів оригіналу за 2025 лютого 11. Процитовано 11 лютого 2025.
5. ↑  The BSD Certification Group. [Архівовано 17 березня 2005 у Wayback Machine.]; PDF з результатами [Архівовано 2012-01-18 у Wayback Machine.]
6. ↑  NetBSD — Run BSD. runbsd.info. Процитовано 12 лютого 2025.
7. ↑  pkgin, a tool to manage pkgsrc binary packages [pkgin, інструмент управління бінарними пакунками pkgsrc]. NetBSD Blog (англ.). 27 травня 2009. Архів оригіналу за 08 вересня 2024. Процитовано 11 лютого 2025.
8. ↑  CVS log for htdocs/developers/commit-guidelines.html. cvsweb.netbsd.org. Процитовано 17 лютого 2025.
9. ↑  NetBSD Commit Guidelines. www.netbsd.org. Процитовано 11 лютого 2025.
10. 1 2  TeamForge : View Wiki Page: Drivers_wiki_page. community.qnx.com. Процитовано 17 лютого 2025.
11. ↑  Third Party Open Source License Terms Guide. www.qnx.com. Процитовано 17 лютого 2025.
12. ↑  Force10 Networks: News: Press Releases. web.archive.org. 11 вересня 2012. Архів оригіналу за 11 вересня 2012. Процитовано 17 лютого 2025.{{cite web}}:  Обслуговування CS1: bot: Сторінки з посиланнями на джерела, де статус оригінального URL невідомий (посилання)
13. ↑  Sidekick LX 2009 / Blade Will Run NetBSD. Архів оригіналу за 27 березня 2019. Процитовано 17 лютого 2025.
14. ↑  Minix Gets a NetBSD Code Infusion. PCWorld (англ.). Процитовано 17 лютого 2025.
15. ↑  Wasabi Systems (амер.). 22 вересня 2018. Процитовано 17 лютого 2025.
16. ↑  port-i386: Re: NetBSD/i386 and single board computers. mail-index.netbsd.org. Процитовано 17 лютого 2025.
17. ↑  Kruse, Hans; Allman, Mark; Griner, Jim & Tran, Diepchi. (5 березня 1998). Швидкість передачі сторінок HTTP через геостаціонарні супутникові зв’язки» (PDF) (PDF). roland.grc.nasa.gov. Архів оригіналу (PDF) за 28 січня 2012. Процитовано 17 лютого 2025.
18. ↑  AirPort Extreme: Apple Breaks 90 Mbps - Wi-Fi Networking News. wifinetnews.com. Процитовано 17 лютого 2025.
19. ↑  Myths - FreeBSD Wiki. wiki.freebsd.org. Процитовано 17 лютого 2025.
20. ↑  Overview of OS X. developer.apple.com. Процитовано 17 лютого 2025.

## Ресурси тенет
- The NetBSD Project. Архів оригіналу за 4 травня 2025. — официальный сайт NetBSD
- The NetBSD Guide. Архів оригіналу за 9 квітня 2025. — Довідник з NetBSD
- NetBSD Wiki. Архів оригіналу за 9 квітня 2025. — Вікі NetBSD
- NetBSD CVS Repositories. Архів оригіналу за 4 квітня 2025. — вебінтерфейс для CVS-репозиторіїв NetBSD
- pkgsrc. Архів оригіналу за 2 травня 2025. — колекція пакунків NetBSD
- NetBSD® Release Engineering Status Site. Архів оригіналу за 1 травня 2025. — Сайт технічного стану випуску NetBSD®
- NetBSD Blog. Архів оригіналу за 12 квітня 2025. — офіційний блог проеєкту NetBSD
- Бєшков, Андрій. NetBSD встановлення та початкове налаштування (рос.). Архів оригіналу за 11 лютого 2025.
- [Дивіться NetBSD® в дії у Wayback Machine (арх. 17 лютого 2012)]
- NetBSD Documentation: UVM, the new Virtual Memory system. Архів оригіналу за 27 вересня 2024. — Документація NetBSD: UVM, нова система віртуальної пам'яті
- Реалізація бездискової робочої станції на базі NetBSD (netbsd bsd diskless xterm boot). Архів оригіналу за 12 лютого 2025.
- The UNIX system family tree: Research and BSD. Архів оригіналу за 5 грудня 2021. — Генеалогічне дерево BSD
- [Еволюція NetBSD у Wayback Machine (арх. 18 лютого 2008)]
- Jibbed NetBSD Live USB. Архів оригіналу за 25 січня 2025. — Live-CD на базі останніх напрацювань NetBSD
- g4u - Harddisk Image Cloning for PCs. Архів оригіналу за 2 травня 2025. — завантажувальний диск / CD-ROM на основі NetBSD